# Ithomia ardea
Ithomia ardea är en fjärilsart som beskrevs av William Chapman Hewitson 1855. Ithomia ardea ingår i släktet Ithomia och familjen praktfjärilar. Inga underarter finns listade i Catalogue of Life.